# 島根県道305号美川周布線
島根県道305号美川周布線（しまねけんどう305ごう みかわすふせん）は、島根県浜田市を通る一般県道である。

## 概要
浜田市内村町から浜田市治和町に至る。路線名称にある美川・周布はどちらもかつて那賀郡の村として存在し、内村は那賀郡美川村、治和は那賀郡周布村にそれぞれ属していた。路線名称がそのようになったのはその名残と言える。

### 路線データ
- 起点：浜田市内村町（島根県道304号三隅井野長浜線交点）
- 終点：浜田市治和町（周布郵便局前交差点、国道9号交点、島根県道210号周布停車場線終点）

## 歴史
- 1958年（昭和33年）6月13日 - 島根県告示第525号により認定される。
- 1972年（昭和47年）頃[いつ?] - 現行の県道番号に変更される。

## 地理

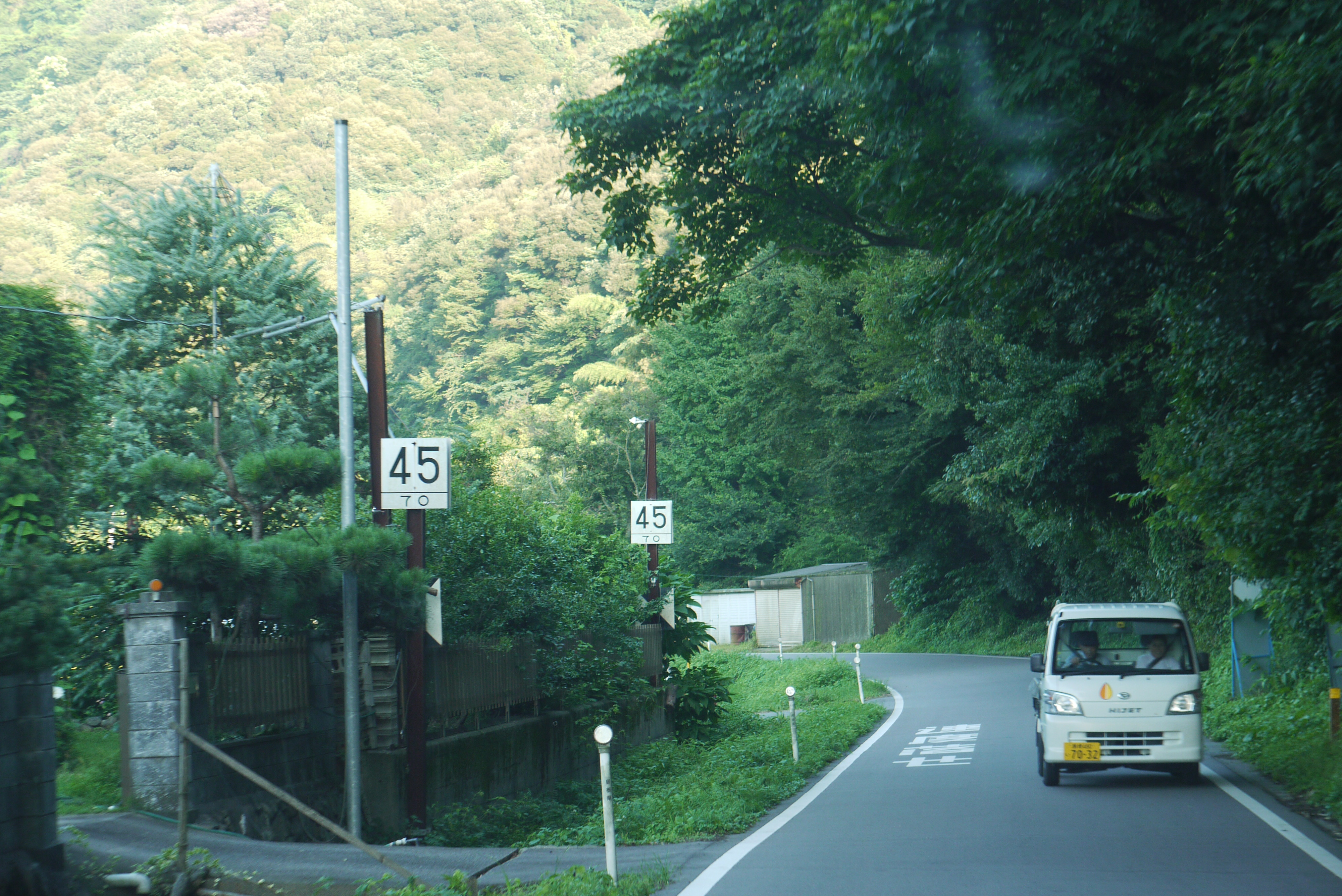
沿線にある鉄道の標識
2009年8月22日

### 通過する自治体
- 浜田市

### 交差する道路
| 交差する道路                               | 交差する場所             | 交差する場所              |
| ------------------------------------------ | ------------------------ | ------------------------- |
| 島根県道304号三隅井野長浜線                | 内村町（ないむらちょう） | 起点                      |
| E9 山陰自動車道 / 国道9号 / 浜田・三隅道路 | 吉地町                   | [ 注釈 1 ]                |
| 国道9号 島根県道210号周布停車場線          | 治和町（ちわちょう）     | 周布郵便局前交差点 / 終点 |

### 沿線
- 周布郵便局
- JR西日本山陰本線 周布駅